# Inferno Cop
Inferno Cop is een Japanse anime serie uit 2012. De serie werd op internet uitgezonden via Anime Bancho en alle afleveringen werden later met Engelse ondertiteling op YouTube en Crunchyroll geplaatst. De serie valt op door het gebruik van vooral veel stilstaande tekeningen en het opzettelijke gebruik van een zeer ongepolijste animatiestijl. 

## Verhaal
Het verhaal speelt zich af in Jack Knife Edge Town, een corrupte stad waar bendes vrij spel hebben en de politie niet ingrijpt. De gewone burgers hebben niemand die hen beschermd tegen deze criminele bendes. Inferno Cop neemt het op zich om de stad te beschermen tegen kwaadwillenden. Hij is een brede politieagent met een skelettenschedel als hoofd waar een grote politiepet op rust. Zijn hoofd wordt permanent omringd door vuur. Hij noemt zichzelf een politieagent maar zijn werkwijze is verre van professioneel. Bovendien raakt hij al snel verzeild in avonturen die niets met politiewerk te maken hebben. De serie is bijzonder absurdistisch en er is nauwelijks continuïteit. Inferno Cop bezoekt onder andere de hel, vecht met een gemuteerde baby en doet mee aan autorace waarbij zijn eigen lichaam transformeert in een auto. Iedere aflevering duurt 3 minuten. Meestal speelt zich in die 3 minuten 1 verhaal af en gebeurt er iets compleet nieuws in de volgende aflevering. 

## Stijl
Inferno Cop bestaat voornamelijk uit stilstaande afbeeldingen waar dialogen op te horen zijn. De weinige beweging die er in de serie is wordt bewerkstelligt door simpelweg de afbeeldingen te draaien of te verplaatsen. In de eerste aflevering is bijvoorbeeld te zien hoe iemand op zijn knieën zakt; echter, zijn rechtopstaande afbeelding wordt slechts gekanteld zodat zijn knieën de grond raken. Studio Trigger heeft bij wijze van grap altijd beweerd dat er simpelweg geen geld was om de scènes volledig te animeren.

## Ontvangst
De ongebruikelijke animatiestijl en de absurdistische humor hebben ervoor gezorgd dat Inferno Cop een cultstatus heeft verkregen onder anime fans. Vaak wordt (spottend) beweerd dat het de beste serie ooit is. Op MyAnimeList heeft de serie een score van 7.34/10 op basis van ruim 15.000 stemmen.